# فریادی در شب
فریادی در شب (انگلیسی: A Shriek in the Night) یک فیلم جنایی معمایی پیشا-کد است که در سال ۱۹۳۳ منتشر شد.

## بازیگران
- جینجر راجرز
- لایل تالبوت
- هاروی کلارک
- پرنل پرت
- لیلیان هارمر
- آرتور هویت
- لوئیز بیورز
- کلارنس ویلسون
- موریس بلک
- تاینی سندفورد
- موریس بلک